# Komsomolskij (rejon kałaczowski)
Komsomolskij (ros. Комсомольский) – osiedle w Rosji, w obwodzie wołgogradzkim, w rejonie kałaczowskim. W 2010 liczyło 1224 mieszkańców.